# Medinet Habu

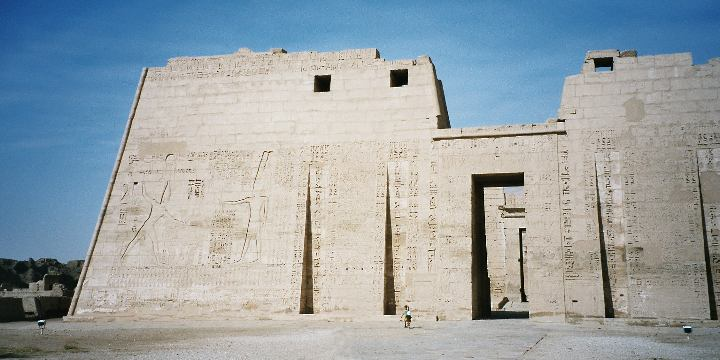
Entrata del tempio di Ramesse III

Medinet Habu è il nome moderno del sito che ospita un importante complesso templare risalente all'antico Egitto posto sulla riva occidentale del Nilo nei pressi di Tebe ed il meglio conservato sulla riva occidentale.
Il nome deriva da quello di una cittadina, già citata in documenti della XX dinastia con il nome di Demy.

In seguito, durante la fase copta della storia dell'Egitto (VI, VII secolo), l'abitato invase buona parte dell'area templare al punto che i coloni arabi che vi si insediarono dopo la conquista islamica dell'Egitto gli attribuirono l'appellativo di città (Medinet).

il nome originale del sito era
| N36 · t · N21 | U2 · W24 · W24 · W24 | N25 |

mrt - Meret
Il complesso ospita molti templi di diversa epoca tra cui di particolare rilevanza quello eretto da Ramses III. L'importanza di questo edificio è legata anche alla presenza di una lunga iscrizione che descrive le vittorie del sovrano nel confronto con i Popoli del Mare.
Altri complessi sono: il Padiglione reale, le cappelle funerarie delle Divine spose di Amon e il tempio di Thutmose III.